# Absolution
Absolution és el tercer àlbum de la banda anglesa Muse. Va ser llançat el 29 de setembre del 2003 al Regne Unit. Va ser el primer disc de la banda en editar-se a Llatinoamèrica, sota el segell discogràfic Warner Bros. Una edició especial incloïa un DVD de 35 minuts que incloïa entrevistes i escenes de l'enregistrament, en les quals es pot observar els poc ortodoxos mètodes que es van usar per a la producció, com quan el bateria Dominic Howard submergit en una piscina fins a la cintura mentre colpeja dos tambors, o el cop de llaunes contra el terra per a simular una marxa. Van ser llançades com singles les cançons Stockholm Syndrome, Time Is Running Out, Hysteria, Sing For Absolution, Apocalypse Please i Butterflies and Hurricanes. Stockholm Syndrome i Apocalypse Please estan disponibles només a través de descàrrega online des del lloc oficial de la banda.

## Llista de cançons
1. Intro
2. Apocalypse Please
3. Time Is Running Out
4. Sing For Absolution
5. Stockholm Syndrome
6. Falling Away With You
7. Interlude
8. Hysteria
9. Blackout
10. Butterflies and Hurricanes
11. The Small Print
12. Endlessly
13. Thoughts Of A Dying Atheist
14. Ruled By Secrecy

Les pistes 1 i 7 són instrumentals i en algunes edicions, es va arribar a ometre la presència de la pista 7 en la part del darrere de la caixa del CD, figurant com que Hysteria era la setena pista i el disc comptava amb un total de 13 cançons.
L'edició japonesa incloïa una cançó addicional al final, titulada "Fury". Aquesta cançó va ser inclosa després per a la seva distribució en la resta del món com b-side del single Sing For Absolution.

## Versió Instrumental
Una versió instrumental de la totalitat de l'àlbum està disponible per a descarregar gratuïtament des de diversos llocs de fans.